# John Latham (ornitologo)
John Latham (27 giugno 1740 – 4 febbraio 1837) è stato un medico, naturalista e autore inglese.
Latham è stato definito il «nonno» dell'ornitologia australiana. Fu molto abile nell'esaminare gli esemplari di uccelli australiani che raggiunsero l'Inghilterra negli ultimi venti anni del XVIII secolo, e molti dei quali vennero classificati da lui stesso. Tra questi ricordiamo l'emù (Dromaius novaehollandiae), il cacatua bianco, l'aquila cuneata (Aquila audax), l'uccello lira superbo e la gazza australiana. Fu anche il primo a descrivere l'ara giacinto.

## Biografia
Latham fece pratica di fisico a Dartford, nel Kent, dove raccolse molti esemplari di magnanina (Sylvia undata). Si ritirò nel 1796 e si stabilì nell'Hampshire. I suoi lavori principali furono A General Synopsis of Birds (1781-1801) e General History of Birds (1821-28).
A General Synopsis of Birds fu la prima opera ornitologica di Latham e contiene 106 illustrazioni dell'autore. Descrive molte nuove specie scoperte da Latham in vari musei e collezioni. In quest'opera, come Georges-Louis Leclerc, conte di Buffon, non dette importanza ai nomi delle specie che descrisse. Successivamente, Latham usò solamente il sistema binomiale linneiano per classificare le specie. Così, nel 1790, pubblicò l'Index Ornithologicus, dove specificò il nome binomiale di tutte le specie che aveva precedentemente descritto. Sfortunatamente lo fece troppo tardi, dato che Johann Friedrich Gmelin aveva già pubblicato la propria versione del Systema Naturæ di Linneo, in cui dette un altro nome scientifico alle specie già classificate da Latham; secondo le regole della nomenclatura, Gmelin ebbe la priorità.
Latham nei suoi studi si occupò anche di ittiologia. Nel 1794 nel suo articolo intitolato An essay on the various species of sawfish pubblicato sul giornale Transactions of the Linnaean Society of London, illustrò e descrisse diverse nuove specie di squali della famiglia pristidae e pristiophoridae, la cui nomenclatura binomiale porta ancora oggi il suo nome.
Latham mantenne una regolare corrispondenza con Thomas Pennant, Joseph Banks, Ashton Lever e altri. Fu eletto membro della Royal Society nel 1775 e prese anche parte nella creazione della Linnean Society.
| Latham è l'abbreviazione standard utilizzata per le specie animali descritte da John Latham. Categoria:Taxa classificati da John Latham |